# Repentigny
Repentigny är en stad i provinsen Québec, belägen där Rivière des Prairies och Rivière L'Assomption rinner ut i Saint Lawrencefloden strax nordost om Montréal. Staden ligger i sekundärkommunen (municipalité régionale de comté) L'Assomption och regionen Lanaudière. Med 86 100 invånare (2021) är det provinsens tolfte största stad.

## Geografi
Repentigny är en av Montréals norra förorter. Rivière des Prairies skiljer staden från nordöstra spetsen av Île de Montréal. En motorväg och en järnväg mellan Montréal och Québec passerar Repentigny, och en annan motorväg leder västerut genom förorterna norr om Rivière des Mille Îles.

## Historia
Repentigny grundades 1670 av Jean-Baptiste Le Gardeur. Han var son till Pierre Le Gardeur från Repentigny i Frankrike, som hade köpt landområdet men dog innan han hann komma dit. Fram till 1900-talets början var Repentigny endast ett jordbrukssamhälle. Den första kommunala administrationen upprättades 1855. 2002 slogs Repentigny ihop med grannstaden Le Gardeur.

## Artikelursprung
Den här artikeln är helt eller delvis baserad på material från franskspråkiga Wikipedia.